# Jdidet Eljisr
Jdidet Eljisr (tiếng Ả Rập: جديدة الجسر), cũng được phiên âm là Judaydat al-Jisr, là một ngôi làng Syria nằm ở Al-Janudiyah Nahiyah ở huyện Jisr al-Shughur, Idlib. Theo Cục Thống kê Trung ương Syria (CBS), Jdidet Eljisr có dân số 407 trong cuộc điều tra dân số năm 2004. Đó là một ngôi làng Kitô giáo.